# Les Délices
Les Délices (anciennement Institut et musée Voltaire ou Musée Voltaire) est une institution culturelle localisée dans le parc des Délices à Genève (Suisse) et spécialisée dans l'étude de l'écrivain français Voltaire. Il est l'un des quatre sites de la Bibliothèque de Genève et accueille une bibliothèque sur Voltaire et la période des Lumières ainsi que des événements en lien avec l'écrivain ou le XVIIIe siècle.
Il occupe une maison de maître, dénommée « Les Délices » par l'écrivain qui l'habite entre mars 1755 et octobre 1760. Cette demeure est achetée en 1929 par la ville de Genève afin d'éviter sa démolition.

## Historique du musée Voltaire
L'institut et musée Voltaire est fondé en 1952 puis inauguré en 1954 avec pour directeur Theodore Besterman.
On doit à Theodore Besterman la constitution du premier fonds d’importance du Musée Voltaire. Polonais d’origine, il met à la disposition de la Ville de Genève une partie de sa collection de tableaux et d’œuvres d’art. Il laisse également des manuscrits (lettres autographes, archives diverses) relatifs à Voltaire et au 18e siècle.
Après plus de quinze ans passés à Genève, il se retire en Angleterre : naît alors la Voltaire Foundation d’Oxford qui se donne pour mission de continuer la publication des Œuvres complètes.
Ce musée, géré par la Société des amis du Musée d'art et d'histoire présente une collection permanente de documents, tableaux et estampes représentant Voltaire ou ses proches.
C’est dans les années 1970 que l’Institut et Musée Voltaire rejoint la Bibliothèque publique et universitaire, aujourd’hui Bibliothèque de Genève, et devient un instrument de travail pour les chercheurs du monde entier. On le doit à Charles-Ferdinand Wirz, dont les travaux sont connus: outre de nombreuses publications sur Voltaire il a établi le texte d’Émile de Rousseau pour la Bibliothèque de la Pléiade.
En 2015, le nom officiel de l'Institut et musée Voltaire change et devient « Musée Voltaire ».
La propriété accueille aujourd'hui un centre de documentation d'environ 31 000 imprimés, consacré à Voltaire mais qui constitue aussi un instrument de travail sur le XVIIIe siècle en matière d'histoire, d'histoire des idées ou de littérature. Un nombre important de périodiques spécialisés sur la période est également mis à la disposition des lecteurs. Une exposition permanente sur Voltaire et sa vie aux Délices est également proposée.
Ponctuellement, des expositions temporaires ou des évènements liés à Voltaire ou le XVIIIe siècle sont organisés.

## Historique du bâtiment
Cette maison de maître fut construite entre 1730 et 1735 par un patricien genevois. Elle acquit sa notoriété car elle fut la propriété de Voltaire de 1755 à 1765. Elle fut conçue sur un plan carré mais munie dès l'origine d'une aile basse sur son côté ouest qui avait la fonction initiale de galerie. Voltaire, en qualité de sujet catholique, ne peut être propriétaire terrien sur le territoire de Genève : c'est son banquier Jean Robert Tronchin qui lui sert de prête-nom pour acheter le domaine, Voltaire se présentant plaisamment comme le « concierge » ou le « jardinier » des Délices. Voltaire entreprend des travaux d'embellissement dès mars 1755. Après l'achat du château de Ferney, Voltaire  quitte Genève et revend sa maison « Les Délices » à M. Tronchin dont la famille restera propriétaire jusqu'en 1840 puis devient la propriété de Jean-Louis Fazy. Elle est revendue à la Caisse Hypothécaire de Genève en 1883. A cette date, le bâtiment subit d'importantes transformations pour permettre la location d'appartements. Une nouvelle transformation lourde de conséquence par rapport à sa valeur patrimoniale est réalisée en 1925 par son nouveau propriétaire Jenny Rapp-Streisguth.
La bâtisse est sauvée de la démolition à deux reprises en 1915 et 1925. Elle est définitivement sauvée grâce à son acquisition par la ville de Genève en 1929, grâce aux importantes campagnes de presse menées par des citoyens conscients de l'importance historique de cette demeure. Une nouvelle rénovation irréversible est effectuée entre 1939 et 1942. En 1953, la vénérable demeure reçoit une nouvelle affectation et devient l'Institut et Musée Voltaire. La restauration a été réalisée entre 1989 et 1994 et achevée pour les célébrations du tricentenaire de la naissance de Voltaire,.

## Expositions notables
- L'expérience du langage, la république des dictionnaires (novembre - décembre 2017) : le Musée accueille le travail pictural de Fabienne Verdier réalisé dans le cadre du projet "Polyphonies : formes sensibles du langage et de la peinture" et confronte cette réflexion sur les mots et les dictionnaires avec le patrimoine lexicographique genevois et le réflexions de Voltaire à ce sujet[11],[12],[13],[14],[15].

## Liste des directeurs
- 2002-2016 : François Jacob, anciennement maître de conférence à l'université de Franche-Comté
- 1973-2002 : Charles-Ferdinand Wirz
- 1954-1970 : Theodore Besterman